# Sorbus stenophylla
Sorbus stenophylla är en rosväxtart som beskrevs av M.Proctor. Sorbus stenophylla ingår i släktet oxlar, och familjen rosväxter. Inga underarter finns listade i Catalogue of Life.